# 4. piętro
4. piętro, zapis również jako Czwarte piętro (hiszp. Planta 4ª) – hiszpański komediodramat z 2003 roku w reżyserii Antonia Mercero, zrealizowany na podstawie sztuki Alberta Espinosy. Zdjęcia kręcono w Alcalá de Henares.

## Fabuła
Miguel Angel, Izan i Dani są 15-latkami leczącymi się na onkologii jednego z hiszpańskich szpitali. Mimo tego, że mają raka, a u ich kolegów amputowano kończyny, nigdy nie stracili chęci do życia. Kiedy na badani szpiku trafia Jorge, "łysolki" – tak na nich mówią – zajmują się nim. Życie w szpitalu toczy się swoim tempem: niskosodowe diety, poznanie nowych pacjentów, żarty z pielęgniarek, nocny wypad po szpitalnych korytarzach, gra w kosza czy walka z drużyną z San Pablo. Ale każdy z tej grupy na chorobę reaguje inaczej – Miguel Angel ukrywa swoją samotność pod płaszczem samowystarczalności i niezależności, Jorge boi się diagnozy lekarza, Izan żyje wspomnieniami, a Dani przeżywa swoją pierwszą miłość...

## Obsada
- Juan José Ballesta – Miguel Angel
- Luis Ángel Priego – Izan
- Gorka Moreno – Dani
- Alejandro Zafra – Jorge
- Marco Martínez – Francis
- Mikel Albisu – Dyrektor szpitala
- Marina Andina – Enfermera Ruth
- Luis Barbería – Alfredo
- Monti Castiñeiras – Doktor Marcos
- Marcos Cedillo – Pepino
- Guillermo Contreras – Niño
- Lluís Ferrer – Antonio
- Miguel Foronda – Doktor Gallego
- Diana Palazón – Esther
- Benito Sagredo – Doktor Joven
- Maite Jáuregui – Gloria